# François Verove
François Verove, noto anche con lo pseudonimo di Le Grêlé (Gravelines, 22 gennaio 1962 – Le Grau-du-Roi, 29 settembre 2021), è stato un serial killer e poliziotto francese che ha ucciso almeno quattro persone tra il 1986 e il 1994 in Francia.
Fu soprannominato Le Grêlé ("il butterato") per le cicatrici da acne che aveva sul viso descritte dai testimoni del primo omicidio. Vérove si è suicidato nel settembre 2021 dopo aver capito che stava per essere identificato.
Il primo omicidio di Vérove, quello dell'undicenne Cécile Bloch, fu compiuto nel 19º arrondissement di Parigi nel 1986. L'anno seguente uccise due adulti nel 4º arrondissement. È stato collegato a due ulteriori omicidi nel 1991 e nel 1994, nonché a due stupri nel 1987 e nel 1994. Durante la sua furia omicida, Vérove fece parte di varie forze di polizia francesi; è stato membro della Gendarmeria Nazionale tra il 1983 e il 1988, prestò servizio come motociclista nella Guardia Repubblicana, poi divenne ufficiale della Polizia Nazionale a Parigi fino al suo pensionamento nel 2019. Ha ricoperto brevemente la carica di consigliere comunale a Prades-le-Lez, tra il 2019 e il 2020.
Il 24 settembre 2021, la polizia ha inviato a Vérove un avviso di convocazione per fornire un campione di DNA nell'ambito di un'indagine sull'omicidio della Bloch. Tre giorni dopo, il 27 settembre, la moglie ne ha denunciato la scomparsa. Il 29 settembre, Vérove si è suicidato con overdose di barbiturici in un appartamento in affitto a Le Grau-du-Roi. Ha lasciato una lettera di suicidio in cui ha confessato i suoi crimini.

## Biografia
François Vérove nacque il 22 gennaio 1962 a Gravelines, dipartimento del Nord, in Francia, ed era figlio unico. Crebbe a Marcq-en-Barœul con un padre severo, la matrigna e due sorellastre; la madre naturale morì di influenza due settimane prima che la famiglia si trasferisse da Gravelines. Da giovane, si diceva che Vérove fosse un fan di film dell'orrore come Cannibal Holocaust. Vérove si sposò nel giugno 1985.
Nel 1983, Vérove si trasferì a Parigi e si unì alla Gendarmeria Nazionale, prestando servizio nello squadrone motociclistico della Guardia Repubblicana. Nel 1988 era passato alla polizia nazionale e alle sue giurisdizioni nella prefettura di polizia di Parigi, lavorando nel dipartimento di Hauts-de-Seine nella regione dell'Île-de-France. Durante la sua carriera in polizia, Vérove partecipò ad attività sindacali ed è stato anche delegato. È stato descritto da un suo ex amico come gentile e "un gentiluomo con tutti", ma era in grado tuttavia di "arrabbiarsi facilmente".
Durante gli anni da poliziotto, Vérove ha vissuto a Longperrier, Seine-et-Marne, in una casa che lui stesso aveva costruito per la sua famiglia. Si è poi trasferito nel sud della Francia, stabilendosi prima a Port-Saint-Louis-du-Rhône e poi a Martigues, entrambe nelle Bouches-du-Rhône. Dopo il suo ritiro, Vérove si è trasferito a Prades-le-Lez, Hérault, dove è stato eletto consigliere comunale nel 2019. L'anno successivo si è trasferito altrove nell'Hérault a La Grande-Motte, dove ha risieduto fino al momento della sua morte nel settembre 2021.

## Delitti accertati

### Vittima del 13º arrondissement (1986)
Il 7 aprile 1986, nel 13º arrondissement di Parigi, Vérove incontrò una bambina di otto anni in ascensore mentre si recava a scuola. La trascinò con la forza in uno scantinato del suo condominio, la violentò e tentò poi di strangolarla con una corda. Probabilmente credendo di averla uccisa, Vérove fuggì. Tuttavia, la bambina sopravvisse all'aggressione le autorità vennero avvertite.

### Cecile Bloch (1986)

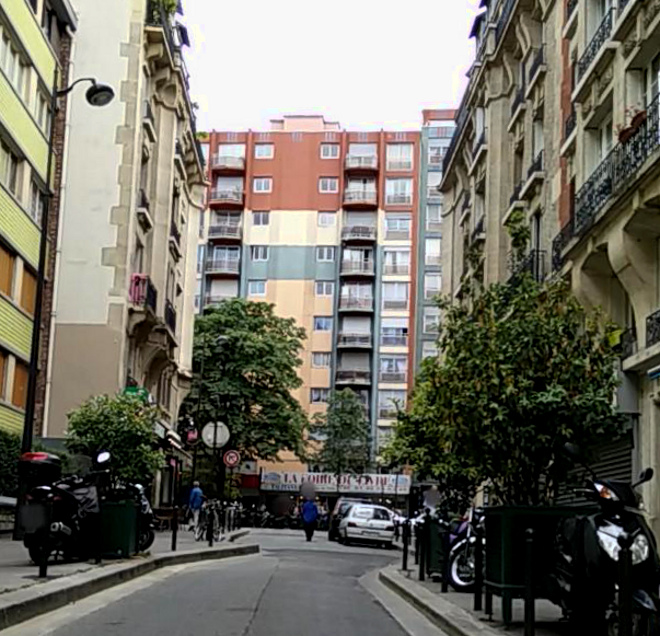
Facciata di un edificio nella Cité Fontainebleau al 116 di rue Petit, vista da rue Eugène-Jumin, luogo dello stupro e dell'omicidio di Cécile Bloch.

Meno di un mese dopo, il 5 maggio 1986, l'undicenne Cécile Bloch stava andando a scuola quando incontrò Vèrove nell'ascensore del suo condominio, situato al 116 di Rue Petit nel 19º arrondissement di Parigi. Vérove la trascinò con la forza in una stanza nel seminterrato dell'edificio, la violentò per poi pugnalarla e strangolarla. L'aggressione fu così violenta che la spina dorsale della bambina fu spezzata. Il corpo della Bloch fu scoperto più tardi quel giorno, avvolto in un tappeto. I testimoni che videro Vérove nel condominio, tra cui i genitori e il fratellastro della Bloch, ricordarono come avesse il viso ricoperto da cicatrici da acne; questa descrizione venne inclusa nell'identikit del sospettato che portò la stampa francese a soprannominarlo Le Grêlé (l '"uomo butterato").

### Caso Politi-Müller (1987)

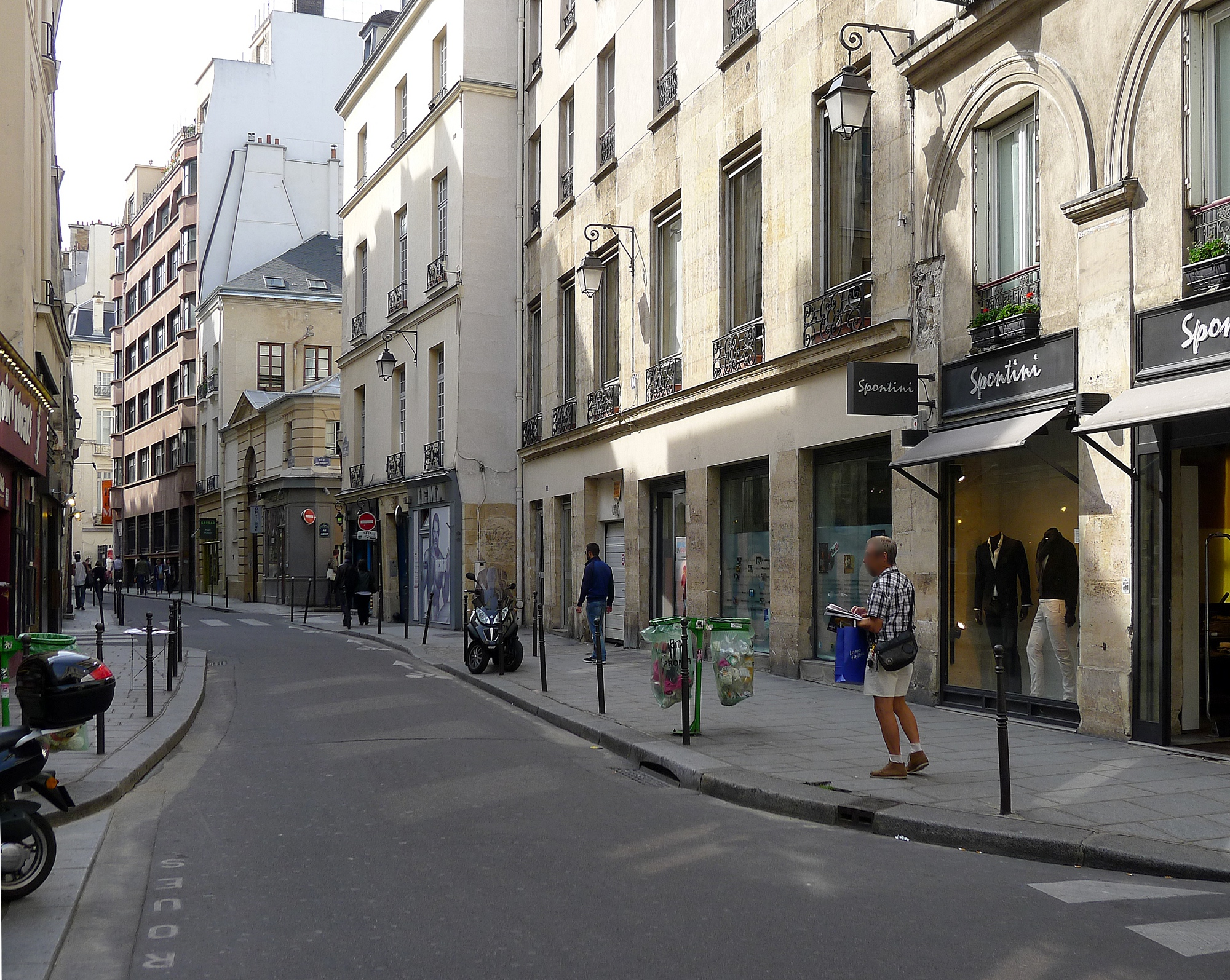
Rue Sainte-Croix-de-la-Bretonnerie, Marais, Parigi, teatro del duplice omicidio Politi-Müller.

Vérove colpì ancora undici mesi dopo, il 28 aprile 1987, questa volta prendendo di mira due adulti. Le sue vittime erano Gilles Politi, un tecnico aereo di 38 anni, e Irmgard Müller, una ragazza alla pari tedesca impiegata dalla famiglia di Politi, in un appartamento nel quartiere Marais di Parigi. I loro corpi vennero scoperti insieme nell'appartamento: Politi era stato denudato e costretto a sdraiarsi a faccia in giù, con le braccia e le gambe legate in una "morsa soffocante"; mentre la Müller era stata appesa per le braccia al telaio verticale di un letto a castello, con la gola tagliata con un coltello. Entrambe le vittime avevano subito torture fisiche tramite bruciature di sigaretta prima di essere uccise.
La polizia ritenne che l'assassino avesse avuto una relazione personale con la Müller. La sua rubrica includeva un nome, "Élie Lauringe", che non esisteva nel registro civile francese, portando gli investigatori a credere che il nome fosse uno pseudonimo. Dei testimoni riferirono di aver visto un uomo atletico sulla ventina entrare nell'appartamento della Müller in Rue de Sévigné il 27 aprile; venne visto di nuovo comunicare con la donna tramite il suo citofono la mattina seguente, poco prima che avvenisse l'omicidio.

### Vittima del 14º arrondissement (1987)
Il 27 ottobre 1987, una ragazza di quattordici anni che tornava a casa da scuola fu fermata da Vérove, che si è identificò come un agente di polizia e raccontò di aver bisogno di interrogarla per un'indagine. Vérove la trascinò quindi in un appartamento prima di ammanettarla e violentarla. Lasciò la vittima in vita dopo aver svaligiato l'appartamento.

### Gilbert Gaudry (1990)
Il 6 giugno 1990, Gilbert Gaudry, disegnatore industriale e responsabile di un ufficio tecnico di 43 anni, fu legato a un albero e ucciso a colpi d'arma da fuoco in un bosco a Saint-Aubin (Essonne). Il suo corpo fu ritrovato lo stesso giorno, dopo che il suo cane aveva abbaiato in preda al panico. Il caso, rapidamente dimenticato, non fu collegato a Vérove fino al novembre 2024, grazie alla testimonianza di un investigatore in pensione che notò numerose somiglianze con il modus operandi dell'assassino. Il proiettile trovato vicino al corpo era stato sparato da una MAS 50, arma calibro 9 mm utilizzata dai gendarmi in servizio fino al 1989, una delle quali fu rinvenuta dopo il suicidio di Vérove nella sua casa di Le Grau-du-Roi.
Oltre al tipo di munizioni, l'assassino rubò l'auto e il libretto degli assegni della vittima usandoli successivamente per pagare dei pasti in ristoranti, un videoregistratore e una moto. Inoltre, diversi negozianti riferirono agli inquirenti di aver visto Verove presentare loro una tessera della gendarmeria al momento di effettuare questi acquisti. Il furto delle vittime e l'uso di una tessera della polizia o della gendarmeria sono elementi ricorrenti nella carriera criminale di Verove. Di conseguenza, vennero effettuate delle perizie balistiche. Nel maggio 2025, il quotidiano Le Progrès rivelò che le perizie avevano stabilito che il proiettile utilizzato per uccidere Gilbert Gaudry proveniva effettivamente dalla pistola MAS 50 trovata nell'abitazione di François Verove a La Grande-Motte dopo il suo suicidio.

### "Ingrid G." (1994)
Dopo un periodo di inattività di 4 anni, Le Grêlé riapparve a Mitry-Mory, Seine-et-Marne, il 29 giugno 1994. Una ragazzina di undici anni, identificata nelle denunce come "Ingrid G.", stava pedalando lungo una linea ferroviaria ad alta velocità quando venne avvicinata da Vérove, che le chiese di entrare nella sua auto con la scusa di essere portata alla stazione di polizia. Dopo essere stata rapita, Ingrid fu portata a più di un'ora di distanza in una fattoria abbandonata a Saclay, nel dipartimento di Essonne, dove venne violentata per diverse ore. Vérove quindi fuggì senza ucciderla.

## Indagine
La polizia che indagava sui crimini di Le Grêlé si rese conto che il sospettato era uno di loro. I testimoni sopravvissuti ricordarono che il sospettato usava un documento di riconoscimento ufficiale della polizia o della gendarmeria; attrezzature della polizia come manette e walkie-talkie; parlava un riconoscibile gergo poliziesco; e possedeva una vasta conoscenza delle procedure investigative che usava per sfuggire al rilevamento. Nel caso Politi-Müller, l'indagato aveva fornito un indirizzo falso per "Élie Lauringe" che venne fatto risalire a un ex ufficio nel 13º arrondissement. L'attacco finale confermato di Le Grêlé avvenne a Saclay, dove si trovava un centro di addestramento della gendarmeria.
L'autopsia della Müller stabilì che, prima della sua morte, aveva avuto rapporti sessuali consensuali con un uomo non identificato il cui seme era stato recuperato da un tampone. Solo nel 2001 un campione di DNA prelevato dal tampone collegò il caso Politi-Müller all'omicidio di Cécile Bloch. Impronte digitali vennero recuperate anche dai mozziconi di sigaretta trovati sulla scena del delitto Politi-Müller. Gli investigatori raccolsero altro DNA dall'attacco non mortale nel 14 ° arrondissement, ma quell'attacco non sarebbe stato collegato in modo definitivo agli altri crimini di Vérove fino a nove anni dopo. Ulteriori prove forensi vennero raccolte nell'aggressione a  "Ingrid G."

## Morte
Nel 2021, Nathalie Turquey, un giudice istruttore che si era occupata del caso Le Grêlé nel 2014, richiese la convocazione di 750 gendarmi che erano attivi nella regione dell'Île-de-France al momento delle aggressioni e degli omicidi, per ottenere da ognuno un campione di DNA. Il 24 settembre 2021, Vérove ricevette la sua convocazione per telefono e fuggì rapidamente dalla sua casa a La Grande-Motte; la moglie ne ha denunciato la scomparsa il 27 settembre. Vérove ha affittato quindi un appartamento nel comune costiero di Le-Grau-du-Roi, dove si è suicidato per overdose di alcol e barbiturici il 29 settembre 2021.
Vérove ha lasciato una lettera di suicidio indirizzata alla moglie, in cui ammetteva di essere "un grande criminale che ha commesso atti imperdonabili fino alla fine degli anni novanta" e affermava di aver agito sotto l'influenza di "impulsi"; ha poi scritto di aver soppresso questi impulsi quando si fece una famiglia. La nota di Vérove affermava anche che non aveva "fatto nulla dal 1997", implicando che avesse commesso altri crimini di cui le autorità non erano ancora a conoscenza.
Due giorni dopo la morte di Vérove, l'ufficio del procuratore di Parigi ha annunciato che "un test del DNA [ha] stabilito oggi una corrispondenza tra il profilo del DNA trovato in diverse scene del crimine e quello dell'uomo deceduto".

## Altre presunte vittime
Dalla la sua identificazione, nel settembre 2021, François Vérove è sospettato di essere l'autore di altri attacchi e crimini. Specializzata nei cold case più datati, la criminologa Corinne Herrmann ipotizza che il "Grêlé" potrebbe essere potenzialmente coinvolto negli omicidi di:
- Sophie Narne (23), è stata assassinata in un appartamento che stava mostrando nel 19º arrondissement di Parigi il 5 dicembre 1991.
- Karine Leroy (19), scomparsa a Meaux il 9 giugno 1994; il suo corpo è stato trovato in una foresta vicina un mese dopo.

Nel marzo 2022 sono stati pubblicati due libri, dedicati ai crimini di François Vérove, che analizzano la possibilità che Verove abbia compiuto altri delitti. Brendan Kemmet e Stéphane Sellami, due giornalisti investigativi, hanno pubblicato La Traque du Grêlé. La giornalista Patricia Tourancheau, che si è occupata anch'essa del caso di François Vérove, ha pubblicato un libro intitolato Le Grêlé. L'assassino era un poliziotto. Gli inquirenti stanno lavorando su 31 vittime potenzialmente riconducibili a Vérove, 9 casi sono omicidi.